# ألاجوينياس
ألاجوينياس هي بلدية في البرازيل، تتبع باهيا، بلغ عدد سكانها 130٬095  نسمة، في 2000، تبلغ مساحتها 718٫089 كيلومتر مربع.

## الموقع
تشترك في الحدود مع:
- Inhambupe [الإنجليزية]‏.